# (80179) Václavknoll
(80179) Václavknoll, désignation internationale (80179) Vaclavknoll, est un astéroïde de la ceinture principale.

## Description
(80179) Vaclavknoll est un astéroïde de la ceinture principale. Il fut découvert le 1er novembre 1999 à l'Observatoire d'Ondřejov par Lenka Šarounová. Il présente une orbite caractérisée par un demi-grand axe de 2,21 UA, une excentricité de 0,14 et une inclinaison de 3,5° par rapport à l'écliptique.

## Compléments